# Mistrzostwa Polski Seniorów w Lekkoatletyce 1936

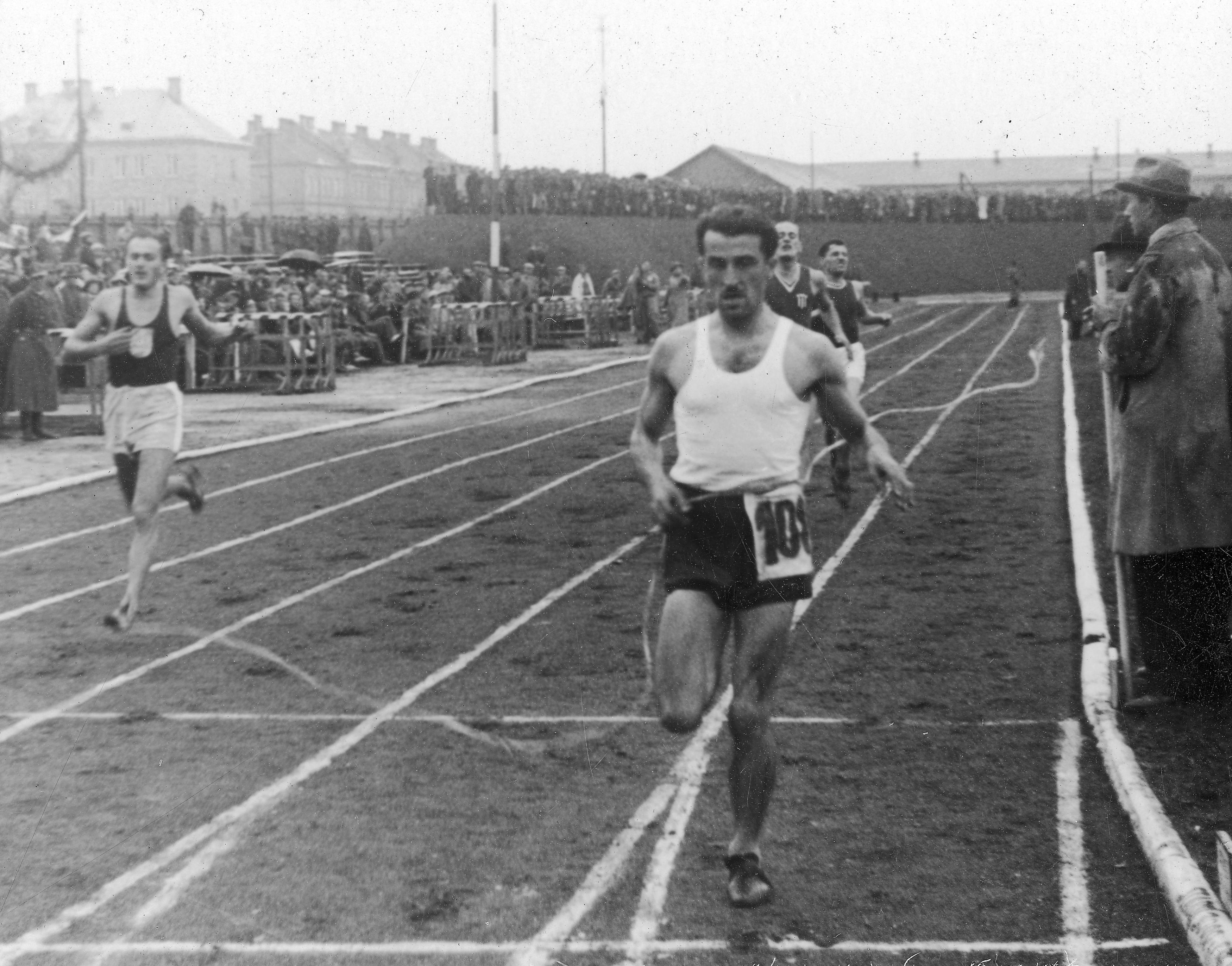
Kazimierz Kucharski wygrywa bieg na 400 m

17. Mistrzostwa Polski Seniorów w Lekkoatletyce – zawody, które rozgrywane były w Wilnie na Stadionie na Pióromoncie w dniach 26–27 września 1936 roku (mężczyźni). 15. mistrzostwa kobiet odbyły się w Łodzi na stadionie KS WIMA w dniach 4–5 lipca.

## Rezultaty
| NR – rekord Polski \| NL – najlepszy wynik w Polsce w sezonie \| SB – najlepszy wynik w sezonie \| PB – rekord życiowy |

### Mężczyźni
| Konkurencja:                  | 1. miejsce                                                                      | Rezultat | 2. miejsce                                                                       | Rezultat | 3. miejsce                             | Rezultat |
| Bieg na 100 m                 | Bernard Zasłona Sparta Białystok                                                | 11,0     | Edward Trojanowski AZS Warszawa                                                  | 11,0     | Jan Łopuszyński Polonia Warszawa       | 11,4     |
| Bieg na 200 m                 | Bernard Zasłona Sparta Białystok                                                | 22,6     | Aleksander Żyliński Ognisko Wilno                                                | 23,2     | Edward Trojanowski AZS Warszawa        | 23,3     |
| Bieg na 400 m                 | Kazimierz Kucharski Pogoń Lwów                                                  | 51,2     | Jerzy Metelski AZS Warszawa                                                      | 53,5     | Zygmunt Brachocki Warszawianka         |          |
| Bieg na 800 m                 | Kazimierz Kucharski Pogoń Lwów                                                  | 1:58,2   | Antoni Maszewski Legia Warszawa                                                  | 1:59,4   | Józef Żylewicz Ognisko Wilno           | 2:00,5   |
| Bieg na 1500 m                | Kazimierz Kucharski Pogoń Lwów                                                  | 4:13,2   | Józef Żylewicz Ognisko Wilno                                                     | 4:14,4   | Jan Mulak Skra Warszawa                | 4:17,1   |
| Bieg na 5000 m                | Józef Noji Legia Warszawa                                                       | 15:23,6  | Helmut Gwóźdź Sokół Katowice                                                     | 15:56,4  | Wacław Duplicki AZS Warszawa           | 15:57,0  |
| Bieg na 10 000 m              | Józef Noji Legia Warszawa                                                       | 31:41,4  | Stanisław Jankowski Żagiew Warszawa                                              | 32:59,6  | Maksymilian Hartlik Stadion Chorzów    | 33:00,1  |
| Bieg na 110 m przez płotki    | Władysław Niemiec Pogoń Lwów                                                    | 16,2     | Robert Peisker Legia Warszawa                                                    | 16,4     | Paweł Kaszubowski AZS Poznań           | 17,2     |
| Bieg na 400 m przez płotki    | Antoni Maszewski Legia Warszawa                                                 | 58,9     | Wacław Gąssowski AZS Poznań                                                      | 59,3     | Władysław Niemiec Pogoń Lwów           | 59,5     |
| Bieg na 3000 m z przeszkodami | Józef Flis Strzelec Lublin                                                      | 10:10,5  | Franciszek Bodal AZS Warszawa                                                    | 10:31,4  | Aleksander Jurkowski Polonia Warszawa  | 10:39,2  |
| Sztafeta 4 × 100 m            | Legia Warszawa Oswald Onderek Jan Łada Jerzy Downarowicz Robert Peisker         | 45,6     | Warszawianka                                                                     | 46,0     | AZS Poznań                             |          |
| Sztafeta 4 × 400 m            | Warszawianka Zygmunt Brachocki Zdzisław Zawieja Tadeusz Hanke Władysław Szefler | 3:31,7   | AZS Warszawa Jerzy Metelski Edward Trojanowski Lechosław Majewski Jerzy Koźlicki | 3:31,8   | AZS Poznań Wacław Gąssowski ??         | 3:36,2   |
| Skok wzwyż                    | Witold Gerutto Warszawianka                                                     | 1,80     | Szczepan Kalinowski WKS Grudziądz                                                | 1,80     | Jan Semkowicz Sokół-Macierz Lwów       | 1,80     |
| Skok o tyczce                 | Władysław Klemczak AZS Poznań                                                   | 3,90     | Antoni Morończyk Warszawianka                                                    | 3,80     | Stanisław Zakrzewski Polonia Bydgoszcz | 3,40     |
| Skok w dal                    | Tadeusz Hanke Warszawianka                                                      | 7,00     | Karol Hoffmann AZS Poznań                                                        | 6,85     | Stefan Sikorski Fort Bema Warszawa     | 6,69     |
| Trójskok                      | Karol Hoffmann AZS Poznań                                                       | 14,20    | Edward Luckhaus Jagiellonia Białystok                                            | 14,14    | Stefan Sikorski Fort Bema Warszawa     | 13,26    |
| Pchnięcie kulą                | Witold Gerutto Warszawianka                                                     | 14,13    | Henryk Praski Strzelec Katowice                                                  | 13,39    | Karol Hoffmann AZS Poznań              | 13,27    |
| Rzut dyskiem                  | Witold Gerutto Warszawianka                                                     | 42,23    | Jerzy Pławczyk AZS Warszawa                                                      | 40,80    | Leon Kozłowski Śmigły Wilno            | 39,70    |
| Rzut młotem                   | Antoni Węglarczyk Sokół Chorzów                                                 | 40,97    | Alojzy Kiełpikowski Sokół Bydgoszcz                                              | 39,85    | Alojzy Więckowski Sokół Bydgoszcz      | 39,59    |
| Rzut oszczepem                | Leon Wojtkiewicz Śmigły Wilno                                                   | 58,44    | Józef Dziadul Sokół Wilno                                                        | 52,95    | Medard Gburczyk AZS Poznań             | 51,15    |

### Kobiety
| Konkurencja:              | 1. miejsce                                                                                   | Rezultat | 2. miejsce                            | Rezultat | 3. miejsce                            | Rezultat |
| Bieg na 60 m              | Genowefa Chrzanowska Warszawianka                                                            | 8,0      | Jadwiga Batiuk Strzelec Lwów          | 8,2      | Eugenia Glassner Makabi Kraków        | 8,3      |
| Bieg na 100 m             | Jadwiga Batiuk Strzelec Lwów                                                                 | 13,2     | Helena Gottlieb Makabi Kraków         | 13,2     | Zofia Staruszkiewicz Sokół Grudziądz  | 13,3     |
| Bieg na 200 m             | Zofia Staruszkiewicz Sokół Grudziądz                                                         | 28,0     | Irena Daszuta Jagiellonia Białystok   | 28,9     | Hildegarda Kieronim Strzelec Katowice | 29,0     |
| Bieg na 800 m             | Jadwiga Nowacka AZS Warszawa                                                                 | 2:27,9   | Bella Hornstein Hasmonea Lwów         | 2:33,6   | Jadwiga Wodnicka Zjednoczeni Łódź     | 2:37,0   |
| Bieg na 80 m przez płotki | Maryla Freiwald Makabi Kraków                                                                | 13,1     | Małgorzata Wiśniewska Sokół Grudziądz | 13,2     | Erna Orzeł KPW Katowice               | 13,3     |
| Sztafeta 4 × 100 m        | Sokół Grudziądz Jadwiga Gawrońska Małgorzata Ożga Zofia Staruszkiewicz Małgorzata Wiśniewska | 53,8     | TFSJ Tomaszów Mazowiecki Ella Patz ?? | 55,5     | [ b ]                                 |          |
| Sztafeta 4 × 200 m        | Makabi Kraków Lusia Deutscher Eugenia Glassner Maryla Freiwald Helena Gottlieb               | 1:59,3   | Warszawianka                          | 2:04,3   | [ c ]                                 |          |
| Skok wzwyż                | Jadwiga Wajs Sokół Łódź                                                                      | 1,45d    | Małgorzata Wiśniewska Sokół Grudziądz | 1,45d    | Janina Wencel Skra Warszawa           | 1,40d    |
| Skok w dal                | Janina Wencel Skra Warszawa                                                                  | 5,08     | Aleksandra Kamińska IKP Łódź          | 4,99     | Emilia Świątek Strzelec Katowice      | 4,80     |
| Skok w dal z miejsca      | Jadwiga Wajs Sokół Łódź                                                                      | 2,33     | Jadwiga Batiuk Strzelec Lwów          | 2,26     | Alina Dunin Warszawianka              | 2,215    |
| Pchnięcie kulą            | Jadwiga Wajs Sokół Łódź                                                                      | 12,12    | Maria Kwaśniewska ŁKS Łódź            | 10,68    | Dutka Warszawianka                    | 10,42    |
| Rzut dyskiem              | Jadwiga Wajs Sokół Łódź                                                                      | 42,51    | Klara Gackowska Sokół Grudziądz       | 35,72    | Genowefa Cejzik AZS Warszawa          | 35,17    |
| Rzut oszczepem            | Maria Kwaśniewska ŁKS Łódź                                                                   | 42,77    | Zofia Smętek Warszawianka             | 35,41    | Dutka Warszawianka                    | 33,27    |

## Bieg przełajowy
14. mistrzostwa w biegu przełajowym mężczyzn zostały rozegrane 5 kwietnia w Lublinie. Trasa wyniosła 8 kilometrów. Mistrzostwa kobiet w biegu przełajowym odbyły się 19 kwietnia w Poznaniu, na dystansie 1,5 km.

### Mężczyźni
| Konkurencja:           | 1. miejsce                | Rezultat | 2. miejsce                | Rezultat | 3. miejsce                    | Rezultat |
| Bieg przełajowy (8 km) | Józef Noji Legia Warszawa | 25;28,6  | Kazimierz Fiałka Cracovia | 26:13,4  | Franciszek Bodal AZS Warszawa |          |

### Kobiety
| Konkurencja:             | 1. miejsce                   | Rezultat | 2. miejsce                 | Rezultat | 3. miejsce                            | Rezultat |
| Bieg przełajowy (1,5 km) | Jadwiga Nowacka AZS Warszawa | 5:38,6   | Irena Świderska AZS Poznań |          | Zofia Kwasiborska Supraślanka Supraśl |          |

## Dziesięciobój
Mistrzostwa w dziesięcioboju mężczyzn odbyły się 4 i 4 lipca w Bydgoszczy.
| Konkurencja:  | 1. miejsce                  | Rezultat   | 2. miejsce                  | Rezultat   | 3. miejsce                    | Rezultat   |
| Dziesięciobój | Jerzy Pławczyk AZS Warszawa | 6687w pkt. | Witold Gerutto Warszawianka | 6028w pkt. | Witold Maciaszczyk Sokół Łódź | 5332w pkt. |

## Trójbój
Mistrzostwa w trójboju kobiet zostały rozegrane 30 sierpnia w Krakowie. W skład trójboju wchodziły: bieg na 100 metrów, skok wzwyż i rzut oszczepem.
| Konkurencja: | 1. miejsce                 | Rezultat | 2. miejsce                            | Rezultat | 3. miejsce                     | Rezultat |
| Trójbój      | Maria Kwaśniewska ŁKS Łódź | 161 pkt. | Małgorzata Wiśniewska Sokół Grudziądz | 112 pkt. | Janina Skirlińska Sokół Kraków | 68 pkt.  |

## Pięciobój
Mistrzostwa w pięcioboju mężczyzn odbyły się 4 października w Krakowie, a mistrzostwa kobiet w tej konkurencji tego samego dnia w Sosnowcu.

### Mężczyźni
| Konkurencja: | 1. miejsce                 | Rezultat   | 2. miejsce                | Rezultat   | 3. miejsce | Rezultat |
| Pięciobój    | Tadeusz Hanke Warszawianka | 2776w pkt. | Tadeusz Sękowski Cracovia | 2154w pkt. | [ f ]      |          |

### Kobiety
| Konkurencja: | 1. miejsce                 | Rezultat | 2. miejsce                   | Rezultat | 3. miejsce                            | Rezultat |
| Pięciobój    | Maria Kwaśniewska ŁKS Łódź | 257 pkt. | Jadwiga Batiuk Strzelec Lwów | 185 pkt. | Hildegarda Kamieniecka Sokół Katowice | 152 pkt. |

## Maraton
Mistrzostwa Polski w biegu maratońskim mężczyzn zostały rozegrane 4 października we Lwowie.
| Konkurencja: | 1. miejsce                   | Rezultat  | 2. miejsce                           | Rezultat  | 3. miejsce                     | Rezultat  |
| Maraton      | Bronisław Gancarz Pogoń Lwów | 2:45:28,2 | Stanisław Przybyłko Rezerwa Warszawa | 2:48:35,0 | Stanisław Głuszcz PZL Warszawa | 2:53:24,5 |

## Chód na 50 km
Mistrzostwa Polski w chodzie na 50 kilometrów mężczyzn miały zostać rozegrane 4 października w Warszawie, lecz nie odbyły się z powodu braku zgłoszeń.